# Arthur Hedström
Arthur Emanuel Hedström, född 26 mars 1885 i Uppsala, död 21 maj 1962 i Stockholm, var en svensk kompositör, pianist och fotograf. 
Hedström gick i fotolära i Gävle men var vid sidan av fotografyrket även musikaliskt verksam, bland annat som pianist på Grand Hotell i Åre. Han turnerade också med sångerskan Lisa Thomasson ("Lapp-Lisa"), till vilken han 1912 komponerade valsen Fjällbruden. Detta stycke torde vara Hedströms mest kända och har spelats in på skiva av bland annat Calle Jularbo (1919 samt flera senare versioner), Ragnar Sundquist (1933), Olle Johnny (1937), Egerstams spelmanslag (1947) och Harmony Sisters (1948). Det har också använts som musik i ett halvdussin svenska filmer, däribland så skilda alster som Stora skrällen (1943), Åsa-Nisse flyger i luften (1956), Kvarteret Korpen (1963) och Mannen på taket (1976).
Andra musikstycken av Hedström som använts som filmmusik är Eksta-valsen och I Åre. Hedström är begravd på Skogskyrkogården i Stockholm.